# Enrique Herreros
Enrique Herreros (Madrid, 29 de diciembre de 1903-Áliva, 18 de septiembre de 1977) fue un humorista y dibujante español, que también ejerció como cartelista, representante artístico y cineasta, y practicó el montañismo, la fotografía y el grabado.

## Biografía
Nacido en la calle de San Andrés del barrio de Malasaña de Madrid, al inicio del siglo xx.
En la década de 1930 empezó a desarrollar su faceta de cartelista y un año después era jefe de publicidad de la empresa Filmófono, empresa pionera en el campo de la sonorización de películas mudas, fundada por Ricardo Urgoiti y asociada a la programación del cine Palacio de la Música, y en la que Herreros permaneció durante un cuarto de siglo, hasta 1956. De ese periodo le recordaría luego el director Luis García Berlanga con estas palabras: “Él fue el que inventó la promoción y la publicidad.” También, iniciada la década de 1940 llegó a dirigir dos cortos relacionados con el montañismo, Un mundo olvidado, La Pedriza (documental que narraba la experiencia de dos escaladores y un foxterrier llamado 'Lucky' que se adentraban en La Pedriza para subir al risco de La Bota, y Al pie del Almanzor, corto rodado en la Sierra de Gredos. En la segunda mitad de esa década, realizó con Nati Mistral como protagonista, dos largometrajes, María Fernanda, la Jerezana (1947) y La muralla feliz (1947).
Además de ser considerado el descubridor de Nati Mistral, Herreros fue durante tras casi veinte años «manager personal» de la actriz Sara Montiel hasta el 12 de diciembre de 1963. También fue autor de populares greguerías como la sintomáticamente machista: «Cupletitis, enfermedad venérea».
Ejerciendo su pasión de montañero, Herreros murió en un accidente automovilístico en el Macizo Occidental de los Picos de Europa, en 1977, y fue enterrado en el cementerio de Potes.
Estuvo casado con la deportista olímpica Ernestina Maenza Fernández-Calvo, con quien tuvo un hijo.

### Las portadas deLa Codorniz
Herreros, que hacia 1924 se había iniciado en el mundo del humorismo de la mano de Tono, Mihura y Edgar Neville, culminó esa faceta de humorista gráfico con el nacimiento de La Codorniz en 1941. Durante su permanencia en el equipo productor de esa revista de humor compuso 807 portadas, 45 contraportadas y 2.303 piezas. También fue autor de tres ediciones muy particulares de El Quijote.

## Homenajes
El ayuntamiento de Madrid le dedicó en 1992 un recinto ajardinado en la confluencia de la calle de Cea Bermúdez con la de Bravo Murillo, en el que hay una cabeza esculpida, obra de José Torres Guardia, en 1993.
En 2005 se publicó su libro póstumo El sábado, a la Sierra, y recibió el homenaje de otros humoristas en una monografía en la que participaron Azcona, Cándido, Forges, Máximo, Mingote, Munoa, Peridis y El Roto. En 2015, el periodista Javier Rioyo compuso para RTVE el documental Enrique Herreros. Cuando Hollywood estaba en la Gran Vía.
Desde el 30 de marzo de 2014, el municipio asturiano de Cabrales alberga el Museo de Enrique Herreros en los Picos de Europa, que exhibe parte de su obra más desconocida: 81 óleos y 30 viñetas.

## Filmografía como actor
- Yo quiero que me lleven a Hollywood (1931)
- Eloísa está debajo de un almendro (1943)
- El clavo (1944)
- El destino se disculpa (1945)
- El fantasma y Doña Juanita (1945)
- Espronceda (1945)
- Cinco lobitos (1945)
- Senda ignorada (1946)
- La Revoltosa (1949)
- El gran Galeoto (1951)
- De Madrid al cielo (1952)
- Cabaret (1953)
- La vida es magnífica (1965)